# 我這樣過了一生
《我這樣過了一生》是1985年發行上映的台灣電影，由張毅所導演，由楊惠姍、李立群主演，改編自蕭颯的中篇小說《霞飛之家》。該電影獲得第22屆金馬獎最佳劇情片及最佳導演，楊惠姍憑借此片得最佳女主角。

## 劇情
桂美跟表姊從中國大陸逃難到台灣數年後，嫁給育有三個孩子的侯永年，分別是十歲的正全、八歲的正芳及三歲的正興。結婚後，桂美發現侯永年好賭，還因此被飯店解雇。桂美生下雙胞胎一男一女正群與正敏之後，面對困難的家計，開始做起家庭手工。
桂美找到去日本幫傭的工作，但要求夫妻只能帶走兩個孩子，雖然心中不捨，還是做了決定，將三個孩子留在台北給表姊照顧。到日本之後，大兒子決定去學廚藝，桂美為了多存點錢，離開幫傭的家庭和永年一起去餐館打工。
桂美、永年帶正敏回到台灣後，終於如願在台北開「霞飛之家」餐廳，沒想到發現永年外遇、大女兒未婚懷孕。隨著孩子長大成人，桂美卻得了癌症，餐廳由誰接手，是否要賣掉？

## 演員
- 桂美：楊惠珊 飾
- 侯永年：李立群 飾
- 柴媽媽：文英 飾

### 其他
劉明、英英、丁也恬、蕭志文、吳敏、邵羅輝、胡翔評、羅條慧、蔡瑟芬、陳顯元、庹宗康、羅文誠等

## 插曲
- 綠島小夜曲

## 幕後團隊
- 出品人：林登飛
- 製片人：徐國良
- 策劃：趙琦彬
- 執行製片：侯建文
- 助理製片：楊書堯
- 照明指導：李亞東
- 攝影指導：楊渭漢
- 音樂：張弘毅
- 藝術指導：王俠軍
- 燈光：王盛、謝福順
- 攝影：張展、孔照明
- 剪接：汪晉臣、魏震廷、荊美光
- 錄音：杜篤之、楊大慶
- 美術設計：古金田
- 對白：魏伯勤、姜先誠、鈕承澤
- 效果：孟麒良
- 道具：陳存德
- 化粧：周玲子
- 服裝：潘美麗
- 場務：丁國洲、楊丕國
- 副導演：周興民

## 獎項
| 主辦單位     | 獎項         | 受獎者         | 階段／結果 |
| ------------ | ------------ | -------------- | ---------- |
| 第22屆金馬獎 | 最佳導演     | 張毅           | 獲獎       |
| 第22屆金馬獎 | 最佳影片     |                | 獲獎       |
| 第22屆金馬獎 | 最佳女主角   | 楊惠姍         | 獲獎       |
| 第22屆金馬獎 | 最佳改編劇本 | 蕭颯、張毅     | 獲獎       |
| 第22屆金馬獎 | 最佳美術設計 | 王俠軍、古金田 | 提名       |
| 第22屆金馬獎 | 最佳服裝設計 | 王俠軍         | 提名       |
| 亞太影展     | 最佳導演     | 張毅           | 獲獎       |

## 外部連結
- 臺灣電影網
- 開眼電影網上《我這樣過了一生》的資料（繁體中文）
- 香港影庫上《我這樣過了一生》的資料（繁體中文）
- 时光网上《我這樣過了一生》的資料（简体中文）
- 豆瓣电影上《我這樣過了一生》的資料 （简体中文）
- 爛番茄上《我這樣過了一生》的資料（英文）
- 互联网电影数据库（IMDb）上《我這樣過了一生》的资料（英文）
- AllMovie上《我這樣過了一生》的资料（英文）